# Juhani Ojala
Juhani Ojala (Vantaa, Finlandia, 19 de junio de 1989) es un futbolista finlandés. Juega de defensa y milita en el IF Gnistan de la Veikkausliiga.

## Carrera en el club

### HJK Helsinki
Durante la temporada 2009, el Ojala representó en su mayoría al Klubi-04, el equipo de reserva de HJK. A principios de la temporada 2010, sin embargo, fue seleccionado entre los once primeros de HJK, debido a varias lesiones en el equipo. Sus actuaciones fueron sobresalientes, y rápidamente se estableció como uno de los jugadores clave en la victoriosa campaña 2010 de HJK, jugando en todos los partidos. Ojala se convirtió en uno de los mejores y más talentosos jugadores de la Veikkausliiga, y sus actuaciones despertaron un gran interés internacional. Al final de la temporada 2010 de la Veikkausliiga, fue elegido oficialmente como defensor del año.

### BSC Young Boys
El 9 de abril de 2011 el Ojala firmó una prórroga del contrato con HJK, el nuevo contrato que se extiende hasta 2014. Pero en julio, HJK anunció que el Ojala se transferiría al equipo suizo BSC Young Boys el 13 de agosto.
Se hizo famoso en Inglaterra durante el partido de la fase de grupos de la Liga Europa de la UEFA 2012-13 de los Young Boys contra el Liverpool en el Stade de Suisse. En un partido increíble que terminó con un 5-3 a los rojos, Ojala abrió el marcador con un vergonzoso remate de balón que superó a Marco Wölfli, su guardameta en propia meta. Más tarde compensó con un remate de cabeza que puso a los Young Boys al 2-2 justo después del descanso.

## Selección nacional
Ha sido internacional con la selección de fútbol de Finlandia; donde hasta ahora, ha jugado 32 partidos internacionales y ha anotado un gol por dicho seleccionado.

## Clubes
| Club                  | País      | Año       |
| --------------------- | --------- | --------- |
| Klubi-04              | Finlandia | 2008      |
| HJK Helsinki          | Finlandia | 2009-2011 |
| B. S. C. Young Boys   | Suiza     | 2011-2013 |
| F. C. Terek Grozny    | Rusia     | 2013-2016 |
| HJK Helsinki (cedido) | Finlandia | 2015      |
| SJK Seinäjoki         | Finlandia | 2016-2017 |
| BK Häcken             | Suecia    | 2017-2019 |
| Vejle Boldklub        | Dinamarca | 2019-2021 |
| Motherwell F. C.      | Escocia   | 2021-2022 |
| Doxa Katokopias       | Chipre    | 2023      |
| F. C. Honka           | Finlandia | 2023      |
| IF Gnistan            | Finlandia | 2024-     |

## Palmarés

### Títulos nacionales
| Título            | Club          | País      | Año  |
| ----------------- | ------------- | --------- | ---- |
| Copa de Finlandia | HJK Helsinki  | Finlandia | 2008 |
| Veikkausliiga     | HJK Helsinki  | Finlandia | 2009 |
| Veikkausliiga     | HJK Helsinki  | Finlandia | 2010 |
| Veikkausliiga     | HJK Helsinki  | Finlandia | 2011 |
| Copa de Finlandia | HJK Helsinki  | Finlandia | 2011 |
| Copa de Finlandia | SJK Seinäjoki | Finlandia | 2016 |